# Pontarmé
Pontarmé és un municipi francès, situat al departament de l'Oise i a la regió dels Alts de França. L'any 2007 tenia 701 habitants.

## Demografia

### Població
El 2007 la població de fet de Pontarmé era de 701 persones. Hi havia 257 famílies de les quals 40 eren unipersonals (29 homes vivint sols i 11 dones vivint soles), 76 parelles sense fills, 119 parelles amb fills i 22 famílies monoparentals amb fills.
La població ha evolucionat segons el següent gràfic:
Habitants censats

### Habitatges
El 2007 hi havia 286 habitatges, 258 eren l'habitatge principal de la família, 9 eren segones residències i 19 estaven desocupats. 251 eren cases i 35 eren apartaments. Dels 258 habitatges principals, 208 estaven ocupats pels seus propietaris, 43 estaven llogats i ocupats pels llogaters i 6 estaven cedits a títol gratuït; 4 tenien una cambra, 18 en tenien dues, 29 en tenien tres, 58 en tenien quatre i 149 en tenien cinc o més. 218 habitatges disposaven pel capbaix d'una plaça de pàrquing. A 89 habitatges hi havia un automòbil i a 154 n'hi havia dos o més.

### Piràmide de població
La piràmide de població per edats i sexe el 2009 era:
| Homes | Edats   | Dones |
| ----- | ------- | ----- |
| 0     | 95 o +  | 0     |
| 4     | 90 a 94 | 0     |
| 0     | 85 a 89 | 0     |
| 8     | 80 a 84 | 0     |
| 16    | 75 a 79 | 8     |
| 4     | 70 a 74 | 4     |
| 4     | 65 a 69 | 12    |
| 12    | 60 a 64 | 16    |
| 16    | 55 a 59 | 20    |
| 20    | 50 a 54 | 16    |
| 40    | 45 a 49 | 28    |
| 16    | 40 a 44 | 24    |
| 20    | 35 a 39 | 12    |
| 32    | 30 a 34 | 24    |
| 24    | 25 a 29 | 24    |
| 12    | 20 a 24 | 16    |
| 20    | 15 a 19 | 20    |
| 24    | 10 a 14 | 12    |
| 20    | 5 a 9   | 8     |
| 16    | 0 a 4   | 4     |

## Economia
El 2007 la població en edat de treballar era de 476 persones, 388 eren actives i 88 eren inactives. De les 388 persones actives 361 estaven ocupades (192 homes i 169 dones) i 27 estaven aturades (17 homes i 10 dones). De les 88 persones inactives 42 estaven jubilades, 23 estaven estudiant i 23 estaven classificades com a «altres inactius».

### Ingressos
El 2009 a Pontarmé hi havia 275 unitats fiscals que integraven 769 persones, la mediana anual d'ingressos fiscals per persona era de 25.073 €.

### Activitats econòmiques
Dels 30 establiments que hi havia el 2007, 1 era d'una empresa alimentària, 4 d'empreses de construcció, 6 d'empreses de comerç i reparació d'automòbils, 1 d'una empresa de transport, 1 d'una empresa d'hostatgeria i restauració, 2 d'empreses d'informació i comunicació, 2 d'empreses immobiliàries, 10 d'empreses de serveis i 3 d'empreses classificades com a «altres activitats de serveis».
Dels 7 establiments de servei als particulars que hi havia el 2009, 2 eren tallers de reparació d'automòbils i de material agrícola, 1 paleta, 1 guixaire pintor, 1 electricista, 1 perruqueria i 1 restaurant.
Dels 2 establiments comercials que hi havia el 2009, 1 era una botiga de menys de 120 m² i 1 una botiga de material de revestiment de parets i terra.

## Equipaments sanitaris i escolars
El 2009 hi havia una escola elemental.

## Poblacions més properes
El següent diagrama mostra les poblacions més properes.